# Unisport de Sokodé

El Unisport de Sokodé es un equipo de fútbol de Togo que juega en el Campeonato nacional de Togo, el torneo de fútbol más importante del país.

## Historia
Fue fundado en el año 2012 en la ciudad de Sokodé y desde su creación ha estado en la máxima categoría luego de que la liga se suspendiera al final de la temporada 2011/12 por razones financieras y debutando oficialmente en la temporada 2013. Nunca han tenido logros importantes en su historia.

## Rivalidades
La rivalidad del Unisport es con el equipo importante de la ciudad de Sokodé, el AC Semassi FC, equipo que ha sido campeón de Togo y ha representado al país a nivel internacional.

## Participación en competiciones de la CAF
| Temporada | Torneo                       | Ronda      | Club              | Casa | Visita | Global |
| --------- | ---------------------------- | ---------- | ----------------- | ---- | ------ | ------ |
| 2020/21   | Copa Confederación de la CAF | Preliminar | Cotonsport Garoua | 0-2  | 1-0    | 1-2    |